# Бацький Брестоваць
Бацький Брестоваць (серб. Бачки Брестовац) — село в Сербії, належить до общини Оджаці Західно-Бацького округу в багатоетнічному, автономному краю Воєводина.

## Населення
Населення села становить 2819 осіб (2002, перепис), з них:
- серби — 3.101 — 89,39%;
- роми — 35 — 1,00%;
- хорвати — 29 — 0,83%;

Решту жителів  — з десяток різних етносів, зокрема: югослави, бунєвці, мадяри і навіть кілька русинів-українців.